# Khaled El-Amin
Khaled „Bebo” El-Amin (ur. 6 października 1976 w Suezie) – egipski piłkarz występujący na pozycji napastnika.

## Kariera klubowa
Karierę piłkarską Bebo rozpoczął w klubie Suez SC. W jego barwach zadebiutował w sezonie 1995/1996 w pierwszej lidze egipskiej. W 1997 roku przeszedł do Ismaily SC. W 1997 i 2000 zdobył z Ismaily Puchar Egiptu. W 1998 roku odszedł do stołecznego Al-Ahly.
Z Al-Ahly był mistrzem kraju w sezonie 2004/2005. Zdobywał też: Puchar Egiptu (2001, 2003), Superpuchar Egiptu (2003, 2005), Ligę Mistrzów (2001, 2003) i Superpuchar Afryki (2002). W sezonie 1998/1999 zdobył z nim Puchar Egiptu, a w sezonie 1999/2000 przyczynił się do zdobycia Pucharu Zdobywców Pucharów.
W 2004 roku Abdelmoneim został zawodnikiem El-Masry z Port Saidu.
W latach 2006–2008 grał w Petrojet FC z Suezu i w nim zakończył karierę.

## Kariera reprezentacyjna
W reprezentacji Egiptu Bebo zadebiutował w 1998 roku. W 1999 roku został powołany do kadry na Puchar Konfederacji 1999 w Meksyku, gdzie zagrał w meczu z Boliwią. Z kolei w 2002 roku został powołany do kadry na Puchar Narodów Afryki 2002. Na turnieju w Mali wystąpił we wszystkich trzech meczach z Senegalem, Tunezją i Kamerunem. Od 1998 do 2003 roku rozegrał w kadrze narodowej 19 meczów, w których strzelił 2 bramki.